# Simpsonichthys macaubensis
Simpsonichthys macaubensis är en fiskart som beskrevs av Costa och Suzart 2006. Simpsonichthys macaubensis ingår i släktet Simpsonichthys och familjen Rivulidae. Inga underarter finns listade i Catalogue of Life.